# Kinas damlandslag i bandy
Kinas damlandslag i bandy representerar Kina i bandy på damsidan. Laget spelade i VM 2016, vilket var debuten. Där förlorade man alla matcher utan att göra mål.
I hemma-VM 2018 slutade man på sjätte plats bland åtta deltagande nationer. Första vinsten kom mot Estland och senare vann man ännu större mot Schweiz.

## Kina i världsmästerskap
| Turnering | Slutplacering |
| --------- | ------------- |
| USA 2016  | 7             |
| Kina 2018 | 6             |